# Романини, Самуэле
Самуэле Романини (итал. Samuele Romanini, 22 сентября 1976, Сан-Секондо-Парменсе, Эмилия-Романья) — итальянский бобслеист, разгоняющий, выступавший за сборную Италии с 1998 года по 2011-й. Участник трёх зимних Олимпийских игр, обладатель бронзовой медали чемпионата мира, призёр и победитель этапов Кубка мира.

## Биография
Самуэле Романини родился 22 сентября 1976 года в коммуне Сан-Секондо-Парменсе, регион Эмилия-Романья, с детства полюбил спорт, занимался лёгкой атлетикой. Вскоре увлёкся бобслеем, начал соревноваться на профессиональном уровне и, показав неплохие результаты, был взят разгоняющим в национальную команду Италии. Благодаря удачным выступлениям на молодёжном и взрослом поприще удостоился права защищать честь страны на Олимпийских играх 2006 года в Турине, но не смог добраться до призовых позиций, заняв тринадцатое место в двойках и двенадцатое в четвёрках.
На чемпионате мира 2007 года в швейцарском Санкт-Морице вместе с пилотом Симоне Бертаццо выиграл бронзовую медаль в зачёте двухместных экипажей. В 2008 году одержал победу среди двоек на этапе Кубка мира в Кортине, на следующий день финишировал третьим в Чезане. Ездил соревноваться на Олимпийские игры 2010 года в Ванкувер, в двойках его команда была дисквалифицирована после двух заездов, а в четвёрках разделила девятое место с первой сборной России. В 2011 году принял участие в заездах бобов-четвёрок чемпионата мира в немецком Кёнигсзее, однако приехал со своей командой только двадцатым. После этой неудачи принял решение завершить карьеру профессионального спортсмена, уступив место молодым итальянским бобслеистам.
В 2014 году Романини побывал на Олимпийских играх в Сочи, где финишировал восемнадцатым в программе мужских четырёхместных экипажей.